# Франк Феттер
Франк Альберт Феттер (англ. Frank Albert Fetter; 1863, Перу, шт. Індіана — 1949) — американський економіст Австрійської школи.
Трактат Феттера «Принципи економіки» дав поштовх збільшенню цікавості до австрійської школи в США — до робіт таких вчених як Ейген фон Бем-Баверк, Фрідріх фон Візер, Людвіг фон Мізес і Фрідріх фон Гаєк. Президент Американської економічної спілки (1912). Нагороджений медаллю Карла Менгера Австрійської економічної спілки (1927). Входить в список «ста великих економістів до Кейнса» по версії Марка Блауга.

## Молодість і освіта

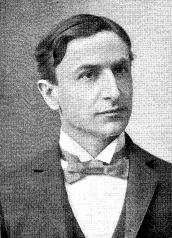
Молодий Феттер

Франк Феттер народився в Перу, Індіана в сім'ї квакерів, в розпал Громадянської війни в США.
Феттер показав себе як здібний молодий студент, і в 1879 році, коли йому було всього шістнадцять років він вступив в університет Індіани. Феттер повинен був закінчити його дипломованим спеціалістом у 1883 році, але він залишив навчання, щоб керувати книжковим магазином його сім'ї, так як у його батька були проблеми зі здоров'ям.
Работа в книжковому магазині дала можливість молодому чоловіку познайомитися з деякими ідеями, які сформували його погляди на економіку. В той час він потрапив під вплив книги Генрі Джорджа «Прогрес і бідність» (1879)
Через 8 років Феттер повернувся в університет і закінчив його в 1891 році. В 1892 році Джеремі Дженкс, який викладав у Феттера в Індіані, а пізніше став його другом (Феттер закінчив його курси по філософії в 1892 році) переконавши Феттера вчитися, поскільки він сам навчався у Йоганса Конрада в Сорбонні (Париж, Франція). Феттер захистив дисертацію на доктора філософії в 1894 році (університет Галле, Німеччина). Темою його дисертації був критичний аналіз мальтузіанства.

## Професійна діяльність
Після отримання докторського ступеня Феттера прийняли як викладача в Корнелльський університет, але він дуже швидко поїхав звідти, так як йому запропонували посаду професора в університеті Індіани. В 1898 році Стенфордський університет переманив його з Індіани, але Феттер пішов із Стенфорда тільки через три роки, бо мав суперечку відносно академічної свободи. Після від'їзду із Стенфорда в 1901 році, Феттер повернувся в Корнелльський університет, де він залишився на десять років.
В 1911 році він знову переходить, отримавши посаду голови міждисциплінарного відділу Принстонського університету. В Прінстоні Феттер був головою університетського відділу економіки та соціальних установ.

## Теоретичний вклад в економіку

### Земля як капітал
Феттер брав участь в відомих дебатах з англійським економістом Альфредом Маршаллом, через свій трактат «Принципи економіки» і через велику кількість статей в журналах «Американської економічної асоціації» і «Щоквартальному економічному журналі». Він піддав сумнівам позицію Маршалла, що земля теоретично відрізняється від капіталу. Феттер стверджував, що така відмінність непрактична. Позиція Феттера по цій проблемі дала поштовх його виступам проти ідей Джорджа Харрісона, таких як податок на землю.

### Використання теорії цінності
Феттер вірив в суб'єктивну теорію цінності і таким чином підтримував процентну теорію. Річард Ебелінг написав, що Феттер «побудував послідовну теорію із цінності, ціни, вартості та виробництва, в контексті підкреслюючи цінність часу у всіх елементах споживання і виробництва». Згідно з Джеффрі Хербереном, Феттер стверджував, що «також, як ціна кожного споживача визначена тільки суб'єктивною цінністю, процент визначений тільки перевагою часу».
Аналогічно, Хербенер пояснює як Феттер прийшов до висновку, що «орендна плата кожного виробника є відносною до його підприємницькому попиту і є рівною до його знеціненої вартості продукту. Дисконтна вартість кожного товару довготермінового використання рівна вартості його майбутніх орендних витрат».
Внесок Феттера в австрійську суб'єктивістську теорію визначається в тому, що він «показав, як ця однорідна, суб'єктивна теорія цінності має на увазі спад соціалістичних теорій трудової експлуатації, теорії орендної плати Рікардо і процентної теорії»

## Нагороди і відгуки
У 1909 році, у віці сорока шести років, Феттер був нагороджений почесним званням доктора наук Колгейтского університету, і був обраний президентом Американської економічної асоціації в 1913 році. Додаткові почесні докторські ступені були присуджені Феттеру Західним коледжем в 1930 році і Університетом Індіани в 1934 році. Він був членом Американської академії науки і мистецтва та Американського філософського товариства. У 1927 році Австрійське економічне товариство нагородило Феттера медаллю Карла Менгера.
Трактат Феттера, «Принципи економіки» (1904), був описаний Херберном як «неперевершений до трактату Ludwig von Mises's 1940 Nationaloekonomie» [4]. Мюррей Ротбард в 1977 році вперше ознайомився з роботами Феттера.
```
«... читаючи огляд Феттер я був вражений блиском і послідовністю його інтегрованої теорії розподілу і зневагою сучасної економічної думки. В систематичній теорії Феттер (а особливо в його процентної теорії і теорії орендної плати) був рішучий, в кращих традиціях австрійської школи »[8].
```

Після смерті Феттера в 1949 році, Дуглас Браун, який пізніше зайняв пост ректора Принстонського університету, написав в некролозі, що «зі смертю Франка Альберта Феттер велика плеяда американських економістів зазнала непоправної втрати».

### Основні праці
- «Принципи економіки» (англ. The Principles of Economics), 1904 рік;
- «Сучасні економічні проблеми» (англ. Modern Economic Problems), 1917 рік;
- «Монополістичний маскарад» (англ. Masquerade of Monopoly), 1931 рік.